# نهائي كأس خادم الحرمين الشريفين 2025
نهائي كأس خادم الحرمين الشريفين 2025 هي المباراة النهائية لتحديد الفريق الفائز بمسابقة كأس خادم الحرمين الشريفين 2024–25، من البطولة الخمسين من مسابقة كأس خادم الحرمين الشريفين منذ انطلاقتها عام 1957، والنهائي السابع عشر منذ عودة المسابقة عام 2008 بشكل بطولة مستقلة. ينظمها الاتحاد السعودي لكرة القدم، أقيمت يوم الجمعة 30 مايو 2025 على ملعب الأنماء، بعد تحديد طرفي نهائي أغلى البطولات السعودية حين صعد كل من نادي الاتحاد من جدة ونادي القادسية من الخبر إلى نهائي بطولة كأس خادم الحرمين الشريفين، بعد سنوات طويلة من التنافس في دوري المحترفين السعودي، يلتقي الفريقين لأول مرة في نهائي كأس خادم الحرمين الشريفين. فاز الاتحاد السعودي على القادسية، 3–1، ليتوّج بطلاً لكأس خادم الحرمين الشريفين لكرة القدم للمرة العاشرة في تاريخه. سجل للاتحاد كريم بنزيما الهدف الأول في الدقيقة 34 من الشوط الأول، والهد الثالث قي القيقة 4+90 من الوقت بدل الضائع، وأحرز حسام عوار الهدف الثاني في الدقيقة 43 من الشوط الأول، بينما أحرز هدف لصالح نادي القادسية الهدف الوحيد أوبامينج في الدقيقة 6+45 من ضربة جزاء، في حين شهدت الدقيقة 81 من الشوط الثاني حالة طرد لاعب القادسية إيزيكيل فرنانديز.
خطف نادي الاتحاد بطاقة التأهل لنهائي كأس خادم الحرمين بعدما تمكن من قلب النتيجة لصالحه بنتيجة 3-2 على نادي الشباب، في المباراة التي أقيمت يوم الاربعاء 02 أبريل 2025 على ملعب مدينة الملك عبدالله الرياضية في جدة "ملعب الإنماء" في الدور نصف نهائي كأس خادم الحرمين الشريفين في مباراة شهدت جدلا تحكيمياً واسعاً بقيادة الحكم الألماني ساشا ستيجمان. آثرت سخط لاعبي ومسؤولو نادي الشباب، الأمر الذي اتبعه بأصدار نادي الشباب بيانا أعرب فيه عن استيائه البالغ من الظلم التحكيمي الذي تعرض له الفريق في مباراته ضمن الدور نصف النهائي من كأس خادم الحرمين الشريفين، أسهمت بشكل مباشر في خروجه من البطولة. وافتتح الاتحاد التسجيل عن طريق فابينيو من ضربة جزاء بعد مرور 14 دقيقة. ودخل نادي الشباب الشوط الثاني من المباراة بقوة وتمكن من تسجيل هدفين في غضون 3 دقائق فقط عن طريق كريستيان جوانكا بالدقيقتين 64 و67، اللاعب الذي لم يتمكن من اكمال المباراة وخرج من ارضية الملعب بداعي الإصابة، مع إضافة 11 دقيقة لاحتساب الوقت بدل الضائع مع نهاية الوقت الأصلي للقاء، تمكن نادي الاتحاد من إدراك التعادل من ركلة ركنية عن طريق دانيلو بيريرا في الدقيقة الثانية من الوقت المحتسب بدل الضائع. ثم عاد اللاعب نفسه من ركنية آخرى من تسجيل الهدف الثالث لفريقه في الدقيقة التاسعة من الوقت المحتسب بدل الضائع ليعبر بنادي الاتحاد بسيناريو جنوني إلى نهائي كأس خادم الحرمين الشريفين.
تأهل فريق القادسية إلى المباراة النهائية لكأس خادم الحرمين الشريفين لكرة القدم بفوزه على نادي الرائد بهدف دون مقابل في المواجهة التي جمعتهما مساء يوم الخميس 03 أبريل 2025، على ملعب الأمير محمد بن فهد بالدمام في نصف نهائي المسابقة ، بقيادة الحكم السويسري "أورس شنايدر". بالرغم من الاستحواذ الكبير للقادسية، انتهى الشوط الأول بالتعادل السلبي بين الفريقين، وفي الوقت بدلاً من الضائع من الشوط الثاني خطف اللاعب أوباميانغ هدف الفوز ليحجز القادسية مكانه في النهائي. لم يسبق للفريق أن لعب نهائي كأس الاتحاد السعودي لكرة القدم، لكن يخوض نهائي بطولة لأول مرة منذ عشرين عام تقريباً، حيث سبق له الوصول إلى نهائي كأس ولي العهد في مرتين آخر 2005، وتوج بلقبها مرة واحدة عام 1992.

## عن الفريقين
| الفريق   | نهائيات سابقة (يشير الرقم والخط العريض لسنوات الفوز)                                                   |
| -------- | --- |
| الاتحاد  | (1958، 1959، 1960، 1963، 1964، 1967، 1979، 1982، 1986، 1988، 2008، 2009، 2010، 2011، 2013، 2018، 2019) |
| القادسية | لم يسبق له الظهور في نهائي                                                                             |

## ملعب المباراة

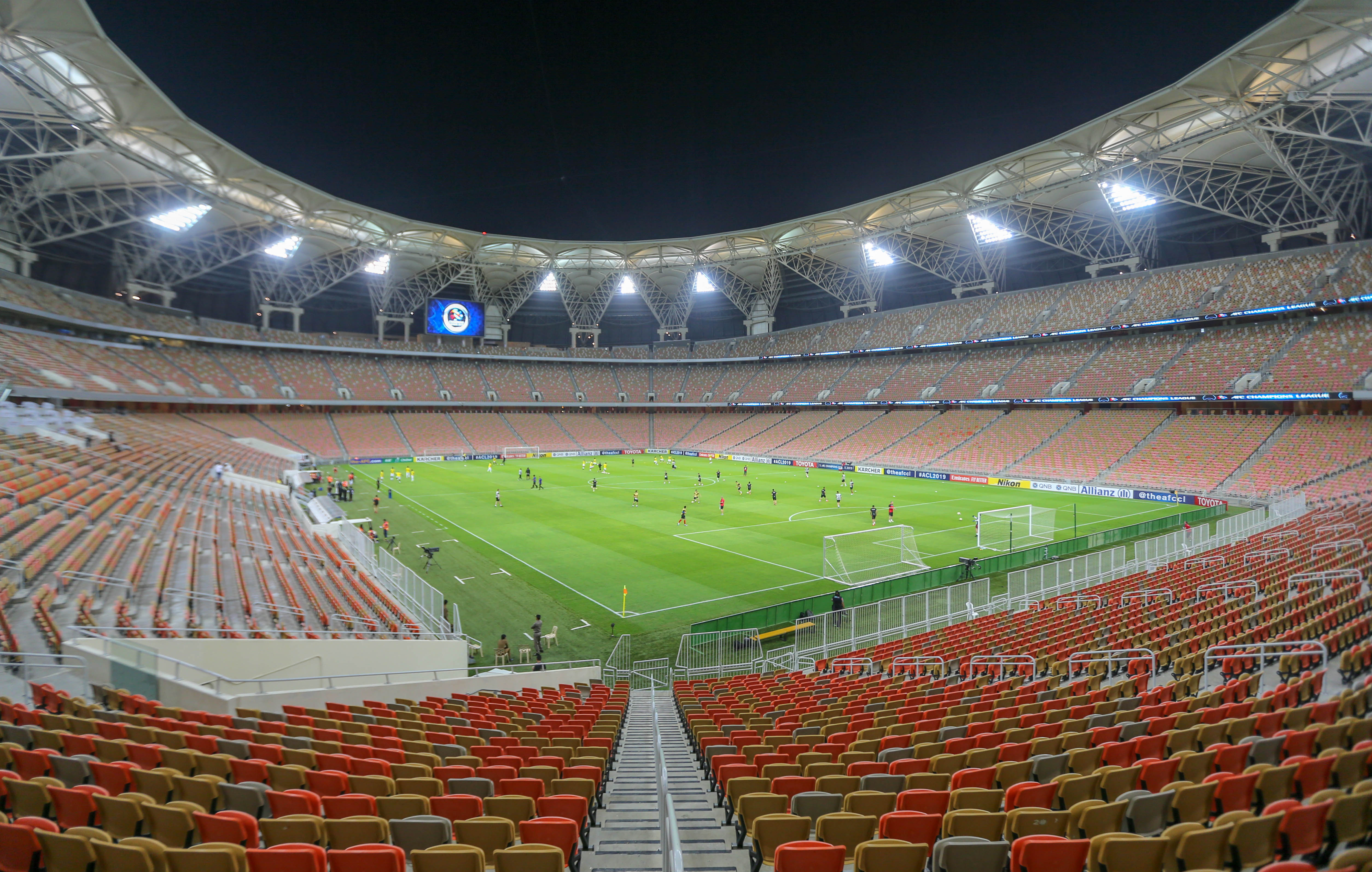
مدرجات الملعب

مع إقرار مشروع توسعة استاد الأمير عبدالله الفيصل في جدة عام 2012، ودخوله مرحلة الصيانة حيث كانت مباراة الاتحاد والشعلة التي أقيمت في 22 نوفمبر 2012، آخر مباراة احتضنها ملعب الأمير عبدالله الفيصل ضمن مسابقة دوري زين السعودي للمحترفين موسم 2012-2013، فيما كانت مباراة الأهلي والاتحاد في 31 أكتوبر 2012 ضمن إياب نصف نهائي دوري أبطال آسيا 2012 آخر مباراة دولية لعبت على ميدانه، وعدم وجود ملعب بديل في محافظة جدة باستمرار الأعمال الصيانة فيه مما تسبب في توقف الأنشطة الرياضية على الملعب واضطرّ أندية الاتحاد، الأهلي، الربيع إلى لعب مبارياتها على مدينة الملك عبدالعزيز الرياضية بالشرائع في مكة المكرمة.

## الطريق إلى النهائي
|                           |         | الاتحاد                                     |         | مشوار الفريقين       |             | القادسية                                |         |         |
| النتيجة                   | المنافس | الملعب                                      | المدينة | الجولة               | المدينة     | الملعب                                  | المنافس | النتيجة |
| 3 - 0                     | العين   | استاد مدينة الأمير عبد الله الفيصل الرياضية | جدة     | دور الثاني والثلاثين | الدمام      | استاد مدينة الأمير محمد بن فهد الرياضية | العروبة | 4 - 1   |
| 2 - 0                     | الجندل  | استاد مدينة الأمير عبد الله الفيصل الرياضية | جدة     | دور الستة عشر        | مكة المكرمة | استاد مدينة الملك عبدالعزيز الرياضية    | الوحدة  | 1 - 2   |
| 2 - 2 (ب.و.إ.) (1 - 3 ج.) | الهلال  | ملعب المملكة أرينا                          | الرياض  | ربع النهائي          | بريدة       | ملعب نادي الرائد                        | التعاون | 0 - 3   |
| 3 - 2                     | الشباب  | ملعب الإنماء                                | جدة     | نصف النهائي          | الدمام      | استاد مدينة الأمير محمد بن فهد الرياضية | الرائد  | 1 - 0   |

## المباراة

### تفاصيل المباراة
| الاتحاد                               | 3 - 1 | القادسية                             |
| ------------------------------------- | ----- | ------------------------------------ |
| كريم بنزيما 34' 4+90' · حسام عوار 43' | تقرير | 45+6' (ركلة.) بيير إيميريك أوباميانغ |

| الاتحاد | القادسية |

|                |    | التشكيل الأساسي للفريق: |       |
| GK             | 1  | بريدراغ رايكوفيتش       |       |
| RB             | 13 | مهند الشنقيطي           |       |
| CB             | 4  | عبد الإله العمري        |       |
| CB             | 2  | دانيلو بيريرا           |       |
| LB             | 12 | ماريو ميتاج             |       |
| DM             | 7  | نغولو كانتي             |       |
| DM             | 8  | فابينيو تافاريس         |       |
| RW             | 19 | موسى ديابي              |       |
| AM             | 10 | حسام عوار               | 90'   |
| LW             | 34 | ستيفن بيرجوين           | 90'   |
| CF             | 9  | كريم بنزيما (c)         | 90+8' |
| قائمة البدلاء: |    |                         |       |
| GK             | 33 | محمد المحاسنة           |       |
| GK             | 47 | حامد الشنقيطي           |       |
| RB             | 27 | فواز الصقور             |       |
| DF             | 15 | حسن كادش                |       |
| LB             | 42 | معاذ فقيهي              |       |
| DM             | 14 | عوض الناشري             |       |
| DM             | 14 | عبد الإله هوساوي        |       |
| MF             | 80 | حامد الغامدي            | 90'   |
| MF             | 24 | عبد الرحمن العبود       | 90'   |
| MF             | 22 | عبد العزيز البيشي       |       |
| MF             | 30 | أوناي هرنانديز          |       |
| FW             | 21 | صالح الشهري             | 90+8' |
| المدرب:        |    |                         |       |
| لوران بلان     |    |                         |       |

|                 |    | التشكيل الأساسي للفريق: |         |
| GK              | 1  | كوين كاستيلس            |         |
| CB              | 17 | غاستون ألفاريز          | 90+1'   |
| CB              | 6  | ناتشو (c)               |         |
| CB              | 4  | جهاد ذكري               | 65'     |
| LWB             | 7  | تركي العمار             | 46'     |
| MF              | 88 | كاميرون بويرتاس         | 90'     |
| MF              | 5  | إيزيكيل فرنانديز        | 65' 81' |
| MF              | 8  | ناهيتان نانديز          |         |
| RWB             | 2  | محمد أبو الشامات        | 65'     |
| CF              | 33 | خوليان كينيونيس         |         |
| CF              | 10 | بيير إيميريك أوباميانغ  |         |
| قائمة البدلاء:  |    |                         |         |
| GK              | 28 | أحمد الكسار             |         |
| GK              | 25 | عبد العزيز العويرضي     |         |
| RB              | 23 | عبد الله تارمين         |         |
| DF              | 87 | قاسم لاجامي             |         |
| LB              | 24 | محمد قاسم               |         |
| MF              | 11 | علي هزازي               | 46'     |
| MF              | 40 | إبراهيم محنشي           | 65'     |
| MF              | 9  | غوغا                    |         |
| MF              | 15 | حسين القحطاني           | 90'     |
| MF              | 39 | عبد الرحمن الدوسري      |         |
| RW              | 30 | إيكر ألمينا             | 65'     |
| FW              | 66 | عبدالعزيز العثمان       | 90+1'   |
| المدرب:         |    |                         |         |
| ميتشيل غونزاليس |    |                         |         |

| طاقم التحكيم الحكام المساعدين: فيليبو ميلي (إيطاليا) ألبيرتو تيغوني (إيطاليا) الحكم الرابع: عبدالله الشهري (السعودية) حكم تقنية الفيديو: روزاريو أبيسو (إيطاليا) مساعد حكم تقنية الفيديو: ألياندرو دي باولو (إيطاليا) مساعد حكم تقنية الفيديو احتياطي: خلف الشمري (السعودية) | قانون المباراة: - يقام نهائي المسابقة من مباراة واحدة بنظام خروج المغلوب. - تلعب المباراة من 90 دقيقة مقسومة إلى شوطين مدة كل شوط 45 دقيقة. - تلعب أشواط إضافية في حال استمرار التعادل من 30 دقيقة مقسومة إلى شوطين مدة كل شوط 15 دقيقة. - تطبق قاعدة ركلات الجزاء الترجيحية في حال استمرار التعادل في الأشواط الإضافية. - تواجد اثنا عشر لاعب بديل على مقاعد الاحتياط، يمكن إجراء ما يصل إلى خمسة تغيرات، بالإضافة إلى إمكانية تغيير سادس في حال وصول المباراة للأشواط الإضافية. - ضمن طرفي النهائي المشاركة في بطولة كأس السوبر السعودي 2025. - يحصل البطل على جائزة مالية قدرها (عشرة ملايين ريال) إضافة لحصوله على ميدالية ذهبية فيما يحصل الوصيف على ميدالية فضية. |